# Laestadia polygonorum
Laestadia polygonorum är en svampart som först beskrevs av Bernhard Auerswald, och fick sitt nu gällande namn av Pier Andrea Saccardo 1883. Laestadia polygonorum ingår i släktet Laestadia och familjen Gnomoniaceae.   Inga underarter finns listade i Catalogue of Life.